# Слободан Шкрбић
Слободан Шкрбић (Београд, 18. октобар 1944 — Београд, 16. март 2022) био је југословенски и српски фудбалер.

## Каријера
Шкрбић је поникао у омладинској школи Црвене звезде, касније играо и у јуниорском саставу, а дрес првог тима носио је од 1961. до 1971. године. За Црвену звезду одиграо је 116 такмичарских утакмица уз три постигнута гола, а учествовао је у освајању Првенства Југославије 1964, 1968 и 1970. године, Купа Југославије у сезонама 1963/64. и 1967/68., као и Средњовропског купа 1968. године. Током каријере имао је великих проблема са повредама, па је одиграо знатно мањи број утакмица него што је могао. За први тим Црвене звезде дебитовао је у сезони 1961/62, где је забележио 7 мечева, док је у Купу Југославије на 3 сусрета постигао 1 гол. Као халф за Црвену звезду играо је у Купу сајамских градова. Наредне сезоне за Црвену звезду забележио је 8 утакмица у шампионату, док је у Купу сајамских градова био у саставу на сусретима против Аустрије Беч и Еспањола.
Током сезоне 1963/64. Првенства Југославије био је стандардан у тиму Црвене звезде, која је освојила дуплу круну. Шкрбић је тада одиграо 19 утакмица, док је у Купу Југославије забележио 3 меча. Због добрих утакмица, Шкрбић је стигао до националног тима. У сезони 1964/65. играо је на све три утакмице у Купу европских шампиона, док је у шампионату Југославије 1964/65. на 17 утакмица постигао један гол, у победи против Сарајева. Током сезоне 1965/66 играо је 21 утакмици и постигао 1 гол. То је уједно била и његова последња сезона у којој је често играо, јер су након тога уследиле повреде и операције, које су му уништиле каријеру. Пропустио је читаву сезону 1966/67., а у екипу Миљана Миљанића вратио се у сезони 1967/68. и помогао у освајању титуле са 10 одиграних мечева. У освајању Купа забележио је 2 одиграна меча, као и тријумф у Средњоевропском купу.
Због јаких повреда, поново је паузирао, овог пута пропустио сезону 1968/69. Првенства Југославије, а наредне је одиграо 4 утакмице. Није играо ни у сезони 1970/71 за Црвену звезду. Од средине 1971. године играо је за француски Лил, али је само после 6 утакмица у којима је постигао 1 гол, завршио каријеру у 27. години.
За омладинску репрезентацију Југославије одиграо је 11 утакмица и постигао 2 гола, имао 5 мечева за младу, док је за најбољу репрезентацију Југославије одиграо 4 меча. Дебитовао је 18. марта 1964. године против репрезентације Бугарске у Софији, а последњи меч је забележио 25. октобра 1964. године против селекције Мађарске у Будимпешти.